# Martin Lutz (Musiker)
Martin Lutz (* 19. Mai 1950) ist ein deutscher Kirchenmusiker und Cembalist.
Martin Lutz studierte in Heidelberg Kirchenmusik an der dortigen Hochschule für Kirchenmusik (A-Examen) sowie Musikwissenschaft, Kunstgeschichte und Alte Geschichte an der Universität Mainz.
Er wirkte von 1972 bis Ende 2017 als Kantor an der Christophoruskirche in Wiesbaden. Er leitete die Schiersteiner Kantorei und das Kammerorchester Bach-Ensemble Wiesbaden. 1975 gründete er die Wiesbadener Bachwochen und 1994 den  Musikherbst Wiesbaden. Von 1981 bis 1999 hatte er einen Lehrauftrag am Musikwissenschaftlichen Institut der Universität Mainz. Von 1997 bis 2003 lehrte er Orchesterdirigieren an der Musikhochschule Frankfurt. Seit 2003 lehrt er wiederum an der Hochschule für Musik Mainz das Fach Oratoriengestaltung und Alte Musik. Er konzertierte als Cembalist, Organist und Dirigent in Frankreich, Jugoslawien, Dänemark, Litauen, Luxemburg, Österreich, Polen, Portugal, China, der Schweiz und in den Niederlanden. Er ist ferner Mitglied im Barockensemble Parnassi Musici und war Propsteikantor der Propstei Süd-Nassau der Evangelischen Kirche in Hessen und Nassau (EKHN).
Für sein künstlerisches Lebenswerk wurde er u. a. mit der Goethe-Plakette des Landes Hessen (2007), dem Kulturpreis der Landeshauptstadt Wiesbaden (1990, zusammen mit der Schiersteiner Kantorei) und der Bürgermedaille der Landeshauptstadt Wiesbaden in Gold (1997) und Silber (1987) ausgezeichnet. Die Universität Mainz ernannte ihn 2009 zum Honorarprofessor.

## Tondokumente
- Rundfunk- und CD-Produktionen mit dem Barockensemble Parnassi Musici
- Live-Mitschnitte von Konzerten der Schiersteiner Kantorei
- Orgelwerke des Barock (1976)
- Festmusiken für den Sächsischen Hof (1986)
- Konzert für Klavier und Orchester C-Dur op. 20 / Johann Franz Xaver Sterkel